# Хайнрих Волрад (Валдек)
Хайнрих Волрад фон Валдек-Айзенберг (на немски: Heinrich Wolrad von Waldeck-Eisenberg) е от 1645 г. граф на частичното графство Валдек-Айзенберг и господар на Кулемборг в Гелдерланд.

## Биография
Роден е на 28 март 1642 година в Кулемборг (днес в Нидерландия). Той е син на граф Филип Дитрих фон Валдек-Айзенберг (1614 – 1645) и графиня Мария Магдалена фон Насау-Зиген (1622 – 1647), дъщеря на граф Вилхелм фон Насау-Хилхенбах и графиня Кристина фон Ербах. Той има една сестра Амалия Катарина (1640 – 1699), омъжена на 26 декември 1664 г. в Аролзен за граф Георг Лудвиг I фон Ербах-Ербах (1643 – 1693).
След смъртта на баща му през 1645 г. малолетният Хайнрих Волрад е под регентството на чичо му Георг Фридрих. През 1659 г. императорът го обявява за пълнолетен.
Хайнрих Волрад се жени на 27 януари 1660 г. в Аролзен за графиня Юлиана Елизабет фон Валдек-Вилдунген (* 1 август 1637; † 20 март 1707, Рейнхардсхаузен), дъщеря на братовчед му граф Филип VII фон Валдек-Вилдунген (1613 – 1645) и съпругата му графиня Анна Катарина фон Сайн-Витгенщайн (1610 – 1690). Бракът е бездетен. Те резидират в замък Айзенберг (днес в Корбах).
Хайнрих Волрад е регент заедно с графиня Анна Катарина фон Сайн-Витгенщайн (1610 – 1690) на Кристиан Лудвиг фон Валдек (1635 – 1706) и Йосиас II фон Валдек-Вилдунген и Пирмонт (1636 – 1669), синовете на братовчед му граф Филип VII фон Валдек-Вилдунген.
Хайнрих Волрад умира на 22 години в Грац на 15 юли 1664 г., по пътя, когато иска да се включи в имперската войска във войната против османците 1663/1664 г. Наследен е от чичо му Георг Фридрих (1620 – 1692).